# Lista de subcondados do Quénia
Sub-Condados são as subdivisões dos Condados do Quénia que provêm serviços, descentralizando algumas funções. É o segundo nível da administração queniana.. Exceto nas áreas urbanas, os sub-condados coincidem com os Distritos Eleitorais do Quénia, criados pelo artigo 89 da Constituição do Quénia.. Os sub-condados são governados por um "Administrador", apontado pela County Public Service Board.

## Lista de sub-condados dos condados que pertenciam a antiga província daCosta

### Kilifi
Localidades com status de cidade: Kilifi, Mariakani
- Bahari
- Bamba
- Chonyi
- Ganze
- Kaloleni
- Kikambala
- Vitengeni

### Kwale
Localidades com status de cidade: Kwale
- Kinango
- Kubo
- Matuga
- Msambweni
- Samburu
- Shimba Hills

### Mombasa
Localidades com status de cidade: Mombaça
- Ilha de Mombaça
- Changamwe
- Likoni
- Kisauni

### Tana River
- Bangale
- Bura
- Galole
- Garsen
- Madogo
- Wenje

### Lamu
- Amu
- Faza
- Hindi
- Kiunga
- Kizingitini
- Mpeketoni
- Witu

### Taita-Taveta
Localidades com status de cidade: Voi, Taveta
- Mwambirwa
- Mwatate
- Tausa
- Tsavo West N.P
- Wundanyi
- Voi
- Taveta

## Lista de sub-condados dos condados que pertenciam a antiga província deNordeste

### Garissa
Localidades com status de cidade: Garissa (cidade)
- Balambala
- Benane
- Bura
- Central
- Dadaab
- Danyere
- Jarajila
- Liboi
- Modogashe
- Sankuri
- Shant-Abak

### Wajir
- Buna
- Bute
- Central
- Diff
- Eldas
- Griftu
- Gurar
- Habaswein
- Hadado
- Kotulo
- Lafaley
- Sebule
- Tarbaj
- Wajir-Bor

### Mandera
- Ashabito
- Banisa
- Central
- Dandu
- El Wak
- Fino
- Hareri
- Khalalio
- Kotulo
- Lafey
- Libehia
- Malkamari
- Rahamu Dimtu
- Rhamu
- Shimbir Fatuma
- Takaba
- Warankara
- Wargadud

## Lista de sub-condados dos condados que pertenciam a antiga província deOriental

### Marsabit
- Central
- Gadamoji
- Laisamis
- Loiyangalani
- Maikona
- North Horr

### Isiolo
- Central
- Garba Tula
- Kinna
- Merti
- Oldonyiro
- Sericho

### Meru
Localidades com status de cidade: Meru
- Abogeta
- Abothuguchi Central
- Abothuguchi East
- Abothuguchi West
- Buuri
- Igoji
- Miriga Mieru East
- Miriga Mieru West
- Nkuene
- Timau

### Tharaka-Nithi
- Central Tharaka
- North Tharaka
- South Tharaka

### Embu
Localidades com status de cidade: Embu (Quênia), Runyenjes
- Central
- Kyeni
- Manyatta
- Nembure
- Runyenjes

### Kitui
- Central
- Kabati
- Chuluni
- Mutitu
- Mwitika
- Mutomo
- Ikutha
- Yatta

### Machakos
Localidades com status de cidade: Machakos, Mavoko, Kangundo, Matuu, Masaku
- Kalama
- Kangundo
- Kathiani
- Central
- Masinga
- Matungulu
- Mavoko
- Mwala
- Ndithini
- Yathui
- Yatta

### Makueni
Localidades com status de cidade: Wote, Mtito Andei
- Kaiti
- Kalawa
- Kasikeu
- Kathonzweni
- Kibwezi
- Kilome
- Kilungu
- Kisau
- Makindu
- Matiliku
- Mbitini
- Mbooni
- Mtito Andei
- Tulimani
- Wote

## Lista de sub-condados dos condados que pertenciam a antiga província deCentral

### Nyandarua
Localidades com status de cidade: Ol Kalou
- Kipipiri
- Ndaragwa
- North Kinangop
- Ol Joro Orok
- Ol Kalou
- South Kinangop

### Nyeri
Localidades com status de cidade: Nyeri, Karatina,  Othaya
- Kieni East
- Kieni West
- Mathira
- Mukurwe-ini
- Nyeri
- Othaya
- Tetu

### Kirinyaga
Localidades com status de cidade: Kerugoya/Kutus, Sagana
- Central
- Gichugu
- Mwea
- Ndia

## Muranga
Localidades com status de cidade: Muranga, Kangema
- Kiharu
- Kahuro
- Kangema
- Mathioya

## Kiambu
Localidades com status de cidade: Kiambu, Limuru, Karuri, Kikuyu
- Githunguri
- Kiambaa
- Kikuyu
- Lari
- Limuru

## Lista de sub-condados dos condados que pertenciam a antiga província doVale do Rift

### Turkana
Localidades com status de cidade: Lodwar, Turkana
- Central
- Kaaling
- Kainuk
- Kakuma
- Kalokol
- Katilu
- Kerio
- Kibish
- Lapur
- Lokichar
- Lokichogio
- Lokitaung
- Loima
- Lokori
- Lomelo
- Oropol
- Turkwel

### West Pokot
Localidades com status de cidade: Kapenguria, Chepareria
- Alale
- Chepareria
- Chesegon
- Kacheliba
- Kapenguria
- Kasei
- Kongelai
- Lelan
- Sigor

### Samburu
Localidades com status de cidade: Maralal
- Baragoi
- Kirisia
- Lorroki
- Nyiro
- Wamba
- Waso

### Trans Nzoia
Localidades com status de cidade: Kitale
- Central
- Cherangany
- Endebess
- Kaplamai
- Kiminini
- Kwanza
- Saboti

### Uacim Gixu
- Ainabkoi
- Kapsaret
- Kesses
- Moibém
- Soy
- Turbo

### Elgeyo-Marakwet
- Marakwet
- Keiyo
- Iten

### Machakos
Localidades com status de cidade: Kapsabet, Nandi Hills
- Aldai
- Kabiyet
- Kapsabet
- Kaptumo
- Kilibwoni
- Kipkaren
- Kosirai
- Nandi Hills
- Tinderet

### Baringo
Localidades com status de cidade: Kabarnet
- Bartabwa
- Barwesa
- Kabarnet
- Kabartonjo
- Kipsaraman
- Kollowa
- Marigat
- Mochongoi
- Mukutani
- Nginyang
- Sacho
- Salawa
- Tangulbei
- Tulimani
- Tenges

### Laikipia
Localidades com status de cidade: Nanyuki, Nyahururu,Rumuruti
- Central
- Lamuria
- Mukogondo
- Ngarua
- Nyahururu
- Olmoran
- Rumuruti

### Nakuru
Localidades com status de cidade: Nakuru, Naivasha, Molo, Gilgil, Njoro, Mai Mahiu, Subukia, Dundori, Salgaa, Mau Narok, Bahati, Rongai, Olenguruone.
- Bahati
- Elburgon
- Gilgil
- Kamara
- Keringet
- Kuresoi
- Lare
- Mauche
- Mau Narok
- Mbogoini
- Molo
- Naivasha
- Nakuru
- Njoro
- Olenguruone
- Rongai

### Narok
Localidades com status de cidade: Narok
- Central
- Loita
- Mara
- Mau
- Mulot
- Olokurto
- Ololulunga
- Osupuko

### Kajiado
Localidades com status de cidade: Kajiado, Olkejuado
- Central
- Loitokitok
- Magadi
- Mashuru
- Namanga
- Ngong

### Kericho
Localidades com status de cidade: Kericho, Londiani, Kipkelion
- Ainamoi
- Belgut
- Kipkelion
- Chilchila
- Londiani
- Sigowet
- Soin

### Bomet
Localidades com status de cidade: Bomet
- Central
- Longisa
- Ndanai
- Ndanai
- Sigor
- Siongiroi
- Sotik
- Tinet Forest

## Lista de sub-condados dos condados que pertenciam a antiga província deOcidental

### Kakamega
Localidades com status de cidade: Kakamega, Malava
- Ikolomani
- Ileho
- Kabras
- Kakamega
- Lurambi
- Navakholo
- Shinyalu

### Vihiga
Localidades com status de cidade: Vihiga, Luanda
- Luanda
- Sabatia
- Tiriki East
- Tiriki West
- Vihiga

### Bungoma
Localidades com status de cidade: Bungoma, Kimilili,Webuye,Malakisi,Sirisia
- Bumula
- Central
- Chwele
- Kanduyi
- Kimilili
- Malakisi
- Ndivisi
- Sirisia
- Tongaren
- Webuye

### Busia
Localidades com status de cidade: Busia, Funyula,Nambale,Port Victoria,Sirisia
- Budalangi
- Butula
- Funyula
- Matayos
- Nambale
- Township

## Lista de sub-condados dos condados que pertenciam a antiga província daNyanza

### Siaya
Localidades com status de cidade: Siaya, Ugunja, Ukwala, Yala
- Boro
- Karemo
- Ugunja
- Ukwala
- Uranga
- Wagai
- Yala

### Kisumu
- Central
- Kisumu East
- Kisumu West
- Seme
- Nyando
- Muhoroni
- Nyakach

### Homa Bay
Localidades com status de cidade: Homa Bay
- Asego
- Ndhiwa
- Nyarongi
- Rangwe
- Riana

### Migori
Localidades com status de cidade: Migori, Awendo, Rongo
- Awendo
- Karungu
- Muhuru
- Nyatike
- Rongo
- Suba East
- Suba West
- Uriri

### Kisii
Localidades com status de cidade: Kisii, Keroka, Masimba, Suneka, Gusii
- Keumbu
- Kisii
- Marani
- Masaba
- Mosocho
- Suneka

### Nyamira
Localidades com status de cidade: Nyamira, Nyansiongo
- Borabu
- Ekerenyo
- Manga
- Nyamira
- Rigoma